# Bryocrypta indubitata
Bryocrypta indubitata är en tvåvingeart som beskrevs av Boris Mamaev 1964. Bryocrypta indubitata ingår i släktet Bryocrypta och familjen gallmyggor. Inga underarter finns listade i Catalogue of Life.